# داکا-۱۰
داکا-۱۰ (به لاتین: Dhaka-10) یک منطقهٔ مسکونی در بنگلادش است که در ناحیه داکا واقع شده‌است.